# Begovo Razdolje
Begovo Razdolje je selo u Primorsko-goranskoj županiji. 

## Zemljopis
Begovo Razdolje se nalazi u Gorskom kotaru, u Općini Mrkopalj. Begovo Razdolje je jedino naseljeno mjesto u Hrvatskoj iznad tisuću metara (1078 m), a smješteno je na zapadnim obroncima Bjelolasice.

## Stanovništvo
Mjesto ima 36 stanovnika, prema popisu iz 2021. godine. Pripada poštanskom uredu 51315 Mrkopalj.
| broj stanovnika | 288   | 345   | 390   | 361   | 402   | 355   | 352   | 376   | 335   | 305   | 248   | 180   | 136   | 98    | 48    | 48    | 36    |
|                 | 1857. | 1869. | 1880. | 1890. | 1900. | 1910. | 1921. | 1931. | 1948. | 1953. | 1961. | 1971. | 1981. | 1991. | 2001. | 2011. | 2021. |

## Povijest
Stanovnici Begovog Razdolja zbog položaja i mikroklimatskih uvjeta njihovog mjesta tradicionalno su bili orijentirani k šumarstvu. Početkom prošlog stoljeća selo doživljava svoj najznačajniji razvoj. Stanovništvo se uz šumarstvo bavi prijevozom dobara (drveta i ugljena) na jadransku obalu i lovom na divljač, najčešće kune, lisice i srneću divljač. Odlazak ljudi iz Gorskog kotara u Ameriku početkom dvadesetog stoljeća nije izuzeo ni Begovo Razdolje, kada nekoliko obitelji napušta ovo mjesto u potrazi za novim životnim izazovima.
Vidi članak Matić poljana.

## Govor i narječje
Posebnost Begovog Razdolja svakako je njegov govor, tj. narječja koja se još danas upotrebljavaju. Jedan dio sela govori štokavsko ikavsko narječje, dok drugi dio koristi kajkavsko narječje. Razlog tome je vjerojatno podrijetlo obitelji. Naime jedan dio njih vuče svoje podrijetlo iz Istre, kao što su obitelji Vodopić i Gržanić, dok su drugi dio sela naselile obitelji iz kupske doline, a to su obitelji: Grgurić, Mihelčić, Karlović, Klobučar...

## Gospodarstvo i turizam
Danas Begovo Razdolje ima svega četrdesetak stanovnika, uglavnom starijih. Umjesto šumarstvu, lokalno se stanovništvo sve više okreće turizmu i poljoprivredi s naglaskom na stočarstvo, tako da se u Begovom Razdolju danas nalazi najveća farma krava u Primorsko - goranskoj županiji, kojoj je moguć turistički posjet uz upoznavanje sa svim procesima. Već sam zemljopisni položaj mjesta otvara velike predispozicije za razvoj turizma. 

## Znamenitosti i zemljopisna obilježja
Činjenica da je to najviše naselje u Hrvatskoj s najviše snježnih oborina, potpuno očuvanog prirodnog okoliša, velika je startna osnova za osmišljavanje suvremene turističke ponude. Dobra cestovna povezanost, odlična infrastruktura (struja, vodovod, telefon), te blizina Rijeke i Zagreba, pogotovo nakon završetka autoceste, sljedeće su komparativne prednosti Begovog Razdolja. 
Zemljopisne prednosti sigurno su najznačajnije i ovom mjestu daju prepoznatljivost, međutim uz njih u Begovom Razdolju očuvano je i graditeljsko naslijeđe u svom izvornom obliku i ostale socio-kulturne značajke, kao što su autohtona narječja i tradicionalne kućne radinosti. 

## Turizam
Splet svih tih čimbenika daje Begovom Razdolju magičnu privlačnost i predstavlja ga kao značajan turistički potencijal u hrvatskim okvirima. U posljednjih nekoliko godina Begovo Razdolje počinje se profilirati kao turistička destinacija.
Naselje ima dobre uvjete za razvoj planinskog turizma, te nudi idealne mogućnosti seoskog turizma i aktivnog odmora: vožnja biciklom, planinarenje i alpinizam, pješačenje, lov, skijanje i skijaško trčanje, logorovanje i orijentacijsko trčanje te gljivarenje. U mjestu je moguć turistički smještaj i prehrana u nekoliko objekata: hotelu, pansionu, te privatnom smještaju...

## Vanjske poveznice
- Begovo Razdolje - Gorski kotar  Arhivirana inačica izvorne stranice od 18. prosinca 2008. (Wayback Machine)
- Općina Mrkopalj